# 1702 Kalahari
1702 Kalahari eller A924 NC är en asteroid i huvudbältet, som upptäcktes 7 juli 1924 av den danske astronomen Ejnar Hertzsprung i Johannesburg. Asteroiden har fått sitt namn efter Kalahariöknen.
Asteroiden har en diameter på ungefär 34 kilometer.